# Pasmo fałdowe Birmy
Pasmo fałdowe Birmy – jednostka geologiczna typu fałdowego (pasmo fałdowe) na Półwyspie Indochińskim.
Pasmo fałdowe Birmy ma ogólny przebieg południkowy. Od wschodu graniczy z zapadliskiem bengalskim i Rowem Sundajskim, od zachodu z pasmem mezozoicznym Półwyspu Indochińskiego.
Obejmuje część Birmy, zachodnią część Półwyspu Indochińskiego i Półwyspu Malajskiego, wyspy Andamany i Nikobary oraz Archipelagu Malajskiego. Na północy łączy się z Himalajami.
Pasmo fałdowe Birmy składa się z trzech stref równoległych do jego osi. Są to: zapadlisko przedarakańskie, zrąb arakański i rów tektoniczny Irawadi.
Zbudowane jest z zafałdowanych i zmetamorfizowanych utworów mezozoicznych oraz osadów paleogenu, neogenu i czwartorzędu i czwartorzędowych skał wulkanicznych.